# Nissan NV

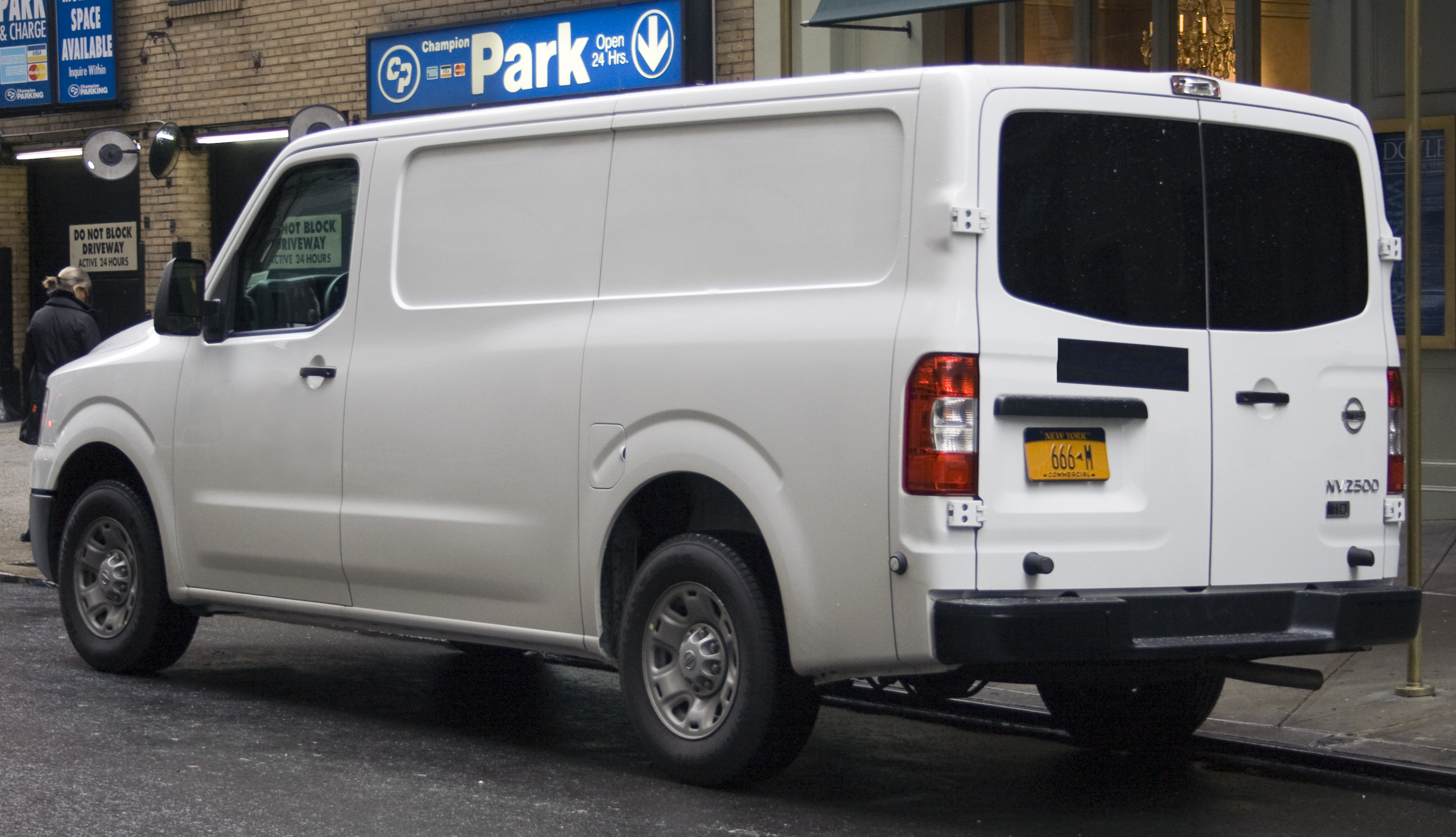
Nissan NV2500 HD mit Normaldach

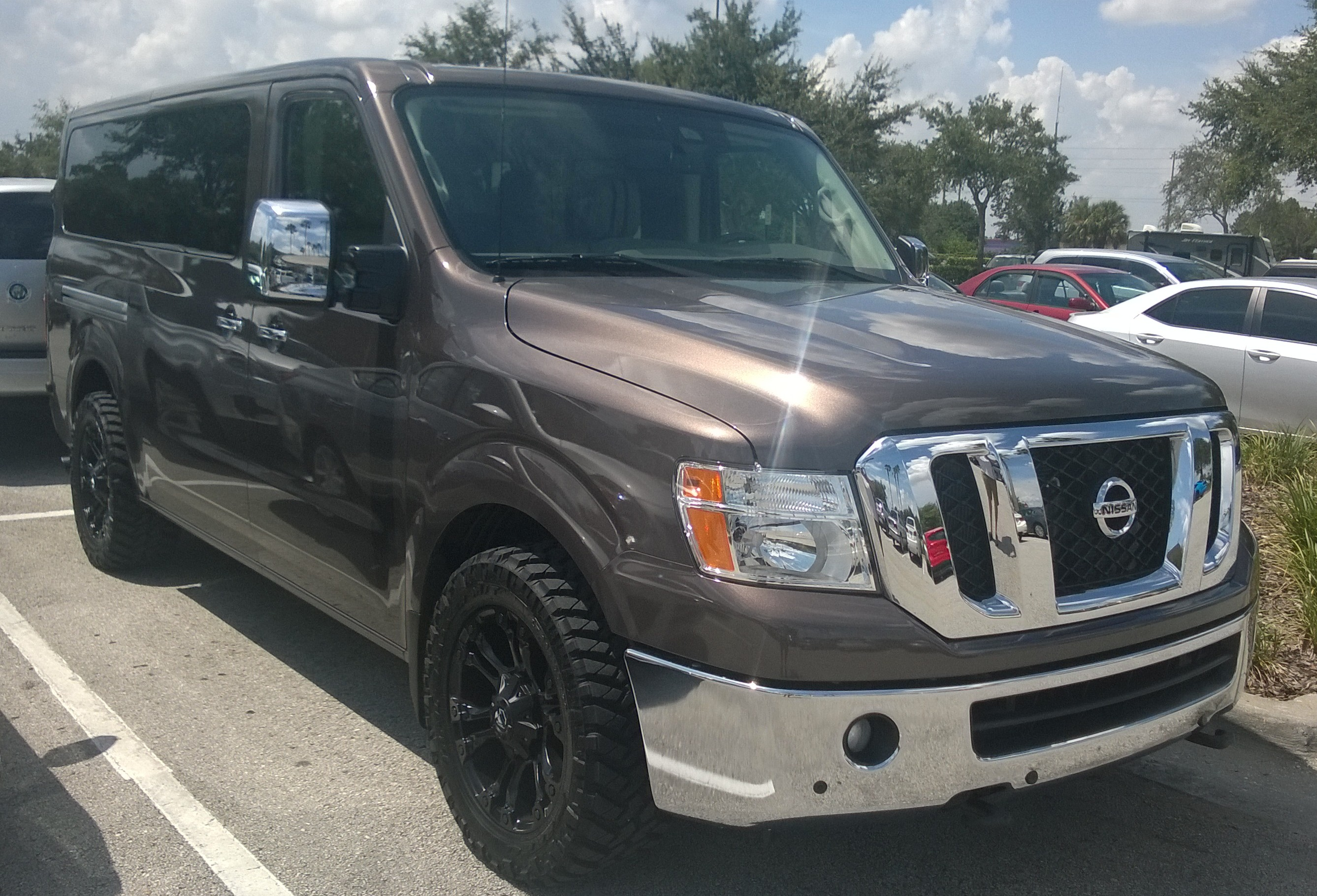
Kleinbus Passenger

Der Nissan NV wurde zwischen 2011 und 2021 in Nordamerika angeboten. Davor wurde der Nissan Caravan nur in Mexiko gebaut und verkauft. Mit dem Nissan NV wurde erstmals ein Full-Size-Van von einem japanischen Automobilhersteller in den Vereinigten Staaten und Kanada gebaut und verkauft, in Mexiko wurde der NV kurzzeitig angeboten und dann durch den Nissan NV350 ersetzt.
Beginnend mit dem (damals) weltweit angebotenen Nissan NV200 wurde ein neues Bezeichnungssystem für Nutzfahrzeuge eingeführt. "NV" steht für Nissan Van, "NP" für Nissan Pick-up und "NT" für Nissan Truck. Das neue Modell NV wird in (Anglo-)Nordamerika angeboten, in Europa gibt es im gleichen Segment den Nissan NV400, im Rest der Welt den Nissan NV350.

## Modelle
Zunächst wurden nur die Kastenwagenvarianten S und SV angeboten, ab ca. 2012 auch die Van-Versionen. Die Länge beträgt 6111 mm bei einem Radstand von 3711 mm, die Breite 2029 mm und die Höhe je nach Dach- und Gewichtsvariante 2131 bis 2692 mm.
Alle Modelle besitzen unter anderem Hinterradantrieb, 5-Gang Automatikgetriebe, 4 Scheibenbremsen mit EBD und Antiblockiersystem, Fahrer- und Beifahrer-Airbag, Gurtstraffer, elektrische Traktionskontrolle, ESP, CD-Radio, umlegbare Beifahrersitzbank und Flaschenhalter. Als SV Version ist zusätzliche Ausstattung wie z. B. Elektrische Fensterheber, Zentralverriegelung, Tempomat, höherwertiges Radio und Laderaum Verkleidung mit Bordwänden enthalten.

### Nissan NV1500
Der NV 1500 ist das Einstiegsmodell und nur mit der einfachen Ausstattungslinie S erhältlich. Es hat eine Nutzlast von 1,24 Tonnen bei einem zul. Gesamtgewicht von 3,86 Tonnen und wird immer von einem 4-Liter-V6-Benzinmotor mit 261 PS, max. 381 Nm bei 4000/min und einer maximalen Motordrehzahl von 5600/min angetrieben. Das Ladevolumen beträgt 6,6 m³. Dieses Modell ist nicht mit Hochdach erhältlich, die "Stehhöhe" im Laderaum beträgt maximal 1,42 m.

### Nissan NV2500 HD
Der NV 2500 hat eine Nutzlast von 1412 kg bei einem zulässigen Gesamtgewicht von 4131 kg. Als Standard kommt der 4-Liter-Motor zum Einsatz, optional steht auch der 5,6-Liter-Motor zur Verfügung. Mit optionalem Hochdach ist der Laderaum 9,1 m³ groß bei einer Stehhöhe von 1,95 Metern.

### Nissan NV3500 HD
Beim NV 3500 beträgt die maximale Zuladung 1748 kg bei einem zul. Gesamtgewicht von 4495 kg. Serienmäßig ist der 5,6-Liter-V8-Motor mit 375 PS bei 5800 min−1 und 525 Nm bei 4000 min−1 verbaut. Auch hier kann optional der Laderaum mittels Hochdach erweitert werden.

### Nissan NV Passenger S/SV/SL
Der NV Passenger ist die Bus(Van)-Variante mit bis zu 12 Sitzplätzen. Er ist wahlweise mit dem 4,0- oder 5,6-Liter-Motoren erhältlich, die höchste Ausstattung SL standardmäßig mit dem größeren Motor. Der Bus ist nicht mit Hochdach erhältlich.